# Fesenkogrupp
Inom matematiken är Fesenkogrupperna vissa delgrupper av automorfigrupper av lokala kroppar (speciellt Nottinghamgruppen), studerade av Fesenko (1999)